# Ministère de la Défense (Danemark)
Pour les articles homonymes, voir Ministère de la Défense.
Le ministère de la Défense (en danois : Forsvarsministeriet) est un ministère danois qui supervise la sécurité du territoire national, notamment au travers des forces armées danoises. Il est dirigé par Troels Lund Poulsen depuis le 22 août 2023.

## Historique
De 2015 à 2016, le ministère de la Défense est rattaché à celui de la Coopération nordique.

## Organisation

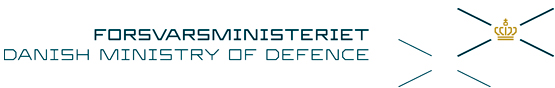
Logo du ministère.

La surveillance du bâtiment est assurée, entre autres, par une formation de la police militaire de l'unité des nageurs de combat de la marine royale danoise.

## Liste des ministres
| Nom | Nom                     | Gouvernement                                                 | Début du mandat   | Fin du mandat     |
| --- | ----------------------- | ------------------------------------------------------------ | ----------------- | ----------------- |
|     | Ole Bjørn Kraft         | Vilhelm Buhl II                                              | 5 mai 1945        | 7 novembre 1945   |
|     | Harald Petersen         | Knud Kristensen                                              | 7 novembre 1945   | 13 novembre 1947  |
|     | Rasmus Hansen           | Hans Hedtoft I et II                                         | 13 novembre 1947  | 30 octobre 1950   |
|     | Harald Petersen         | Erik Eriksen                                                 | 30 octobre 1950   | 30 septembre 1953 |
|     | Rasmus Hansen           | Hans Hedtoft III et H. C. Hansen I                           | 30 septembre 1953 | 25 mai 1956       |
|     | Poul Hansen             | H. C. Hansen I et II Viggo Kampmann I et II Jens Otto Krag I | 25 mai 1956       | 15 novembre 1962  |
|     | Victor Gram             | Jens Otto Krag I et II                                       | 15 novembre 1962  | 2 février 1968    |
|     | Erik Ninn-Hansen        | Hilmar Baunsgaard                                            | 2 février 1968    | 17 mars 1971      |
|     | Knud Østergaard         | Hilmar Baunsgaard                                            | 17 mars 1971      | 11 octobre 1971   |
|     | Kjeld Olesen            | Jens Otto Krag III et Anker Jørgensen I                      | 11 octobre 1971   | 27 septembre 1973 |
|     | Orla Møller             | Anker Jørgensen I                                            | 27 septembre 1973 | 6 décembre 1973   |
|     | Erling Brøndum          | Poul Hartling                                                | 19 décembre 1973  | 13 février 1975   |
|     | Orla Møller             | Anker Jørgensen II                                           | 13 février 1975   | 1er octobre 1977  |
|     | Poul Søgaard            | Anker Jørgensen II, III, IV et V                             | 1er octobre 1977  | 10 septembre 1982 |
|     | Hans Engell             | Poul Schlüter I                                              | 10 septembre 1982 | 10 septembre 1987 |
|     | Bernt Johan Collet      | Poul Schlüter II                                             | 10 septembre 1987 | 3 juin 1988       |
|     | Knud Enggaard           | Poul Schlüter III et IV                                      | 3 juin 1988       | 25 janvier 1993   |
|     | Hans Hækkerup           | Nyrup Rasmussen I, II, III et IV                             | 25 janvier 1993   | 21 décembre 2000  |
|     | Jan Trøjborg            | Nyrup Rasmussen IV                                           | 21 décembre 2000  | 27 novembre 2001  |
|     | Svend Aage Jensby       | Fogh Rasmussen I                                             | 27 novembre 2001  | 24 avril 2004     |
|     | Søren Gade              | Fogh Rasmussen I, II et III Løkke Rasmussen I                | 24 avril 2004     | 23 février 2010   |
|     | Gitte Lillelund Bech    | Løkke Rasmussen I                                            | 23 février 2010   | 3 octobre 2011    |
|     | Nick Hækkerup           | Thorning-Schmidt I                                           | 3 octobre 2011    | 9 août 2013       |
|     | Nicolai Wammen          | Thorning-Schmidt I et II                                     | 9 août 2013       | 28 juin 2015      |
|     | Carl Holst              | Løkke Rasmussen II                                           | 28 juin 2015      | 29 septembre 2015 |
|     | Peter Christensen       | Løkke Rasmussen II                                           | 30 septembre 2015 | 28 novembre 2016  |
|     | Claus Hjort Frederiksen | Løkke Rasmussen III                                          | 28 novembre 2016  | 27 juin 2019      |
|     | Trine Bramsen           | Frederiksen I                                                | 27 juin 2019      | 4 février 2022    |
|     | Morten Bødskov          | Frederiksen I                                                | 4 février 2022    | 15 décembre 2022  |
|     | Jakob Ellemann-Jensen   | Frederiksen II                                               | 15 décembre 2022  | 22 août 2023      |
|     | Troels Lund Poulsen     | Frederiksen II                                               | 22 août 2023      | en cours          |